# Санторсола, Гвидо
Гвидо Санто́рсола (итал. Guido Santórsola; 18 ноября 1904, Каноза-ди-Пулья — 24 сентября 1994, Монтевидео) — уругвайский композитор итальянского происхождения.
В пятилетнем возрасте вместе с семьёй переехал в Бразилию, вырос и начал заниматься музыкой в Сан-Паулу, где его учителями был скрипач и художник Дзаккариа Аутуори и композитор Агостино Канту. Затем, получив стипендию бразильского правительства, обучался как скрипач в Неаполе у Гаэтано Фузелла и в Лондоне у Альфреда Митовского. По возвращении в Бразилию с 1925 г. играл на альте в струнном квартете под руководством своего учителя Аутуори и в оркестре Муниципального театра Рио-де-Жанейро.
С 1931 г. обосновался в Уругвае — первоначально как первый альт Оркестра радио и телевидения Уругвая, затем выступал с ним же как дирижёр, с 1942 г. дирижировал также оркестрами Аргентины и Бразилии, под руководством Санторсолы проходила реорганизация Симфонического оркестра Белу-Оризонти. В 1941 г. женился на пианистке Саре Бурдильон, преподавал в основанной сёстрами Бурдильон Нормальной школе музыки Монтевидео. Среди многочисленных учеников Санторсолы, в частности, Диего Легран и Динора Варзи.
Уже в 11-летнем возрасте Санторсола сочинил первую оркестровую увертюру. Ранний период его творчества (1926—1944) отмечен сильным влиянием бразильского музыкального фольклора, важнейшие сочинения этого периода — Концерт для альта, виоль д’амур, хора и оркестра (1933), Концерт для фортепиано с оркестром (1939) и Концертино для гитары с оркестром (1943, премьера стала одним из первых заметных выступлений солиста Абеля Карлеваро). Затем в музыке Санторсолы стала сильнее проявляться уругвайская специфика (характерно, что ему принадлежат гимны нескольких уругвайских провинций). Начиная с 1960-х гг. Санторсола много работает в области полифонии (в том числе занимаясь и оркестровыми переложениями органных произведений Иоганна Себастьяна Баха). Среди важнейших работ зрелого периода — Струнный квартет № 1 (1957), Концерт для двух гитар с оркестром (1966), Концерт для двух бандонеонов с оркестром (1976). Творческая активность композитора продолжалась до глубокой старости: его путь завершился двумя масштабными симфониями, написанными в 1990 и 1991 гг.